# Нарсак-Куяллек
Нарсак-Куяллек (гренл. Narsarmijit, иногда гренл. Narsarmiit) — поселение в коммуне Куяллек, Гренландия. Самый южный населённый пункт Гренландии. Название посёлка образовано от гренландского слова, означающего «Жители равнин».

## Описание
Нарсак-Куяллек, расположенный примерно в 50 километрах севернее мыса Уманарссуак, является самым южным населённым пунктом Гренландии. Посёлок находится в исторической области Восточное поселение. В Нарсак-Куяллеке работает школа, в которой в 2005/2006 учебном году обучалось 25 детей.
Жителей посёлка обслуживает одноимённый вертодром.

## История
Поселение под названием Фредериксдаль (рус. Долина Фредерика) было основано моравским миссионером Конрадом Клейншмидтом в 1824 году. Он дал название посёлку в честь короля Дании Фредерика VI. Это поселение стало четвёртой моравской миссией в регионе. В 1870 году во Фредериксдале нашли убежище выжившие члены неудачной немецкой полярной экспедиции с судна «Ганза». В 1900 году миссия Фредериксдаль, как и все остальные моравские поселения региона, были переданы лютеранской Церкви Датского Народа. В 1906 году в городе появилась первая овечья ферма. С 2009 года посёлок Нарсак-Куяллек административно перешёл в подчинение коммуне Куяллек, до этого времени он находился в коммуне Нанорталик.